# Skocznia narciarska na Kruczej Skale
Skocznia narciarska na Kruczej Skale – jedna z czterech skoczni normalnych w Polsce. Znajduje się w Lubawce na zboczu wzniesienia Krucza Skała w Górach Kamiennych (Górach Kruczych). Jej punkt konstrukcyjny usytuowany jest na 85. metrze.

## Historia

### Przed wojną
Skocznia powstała w 1924, w ówczesnej niemieckiej miejscowości Ullersdorf (po II wojnie Ulanowice, obecnie dzielnica Lubawki zwana Podlesiem). Rok wcześniej członkowie zarządu miejscowego klubu narciarskiego rozpoczęli poszukiwania odpowiedniego terenu pod jej budowę. Musiał on spełniać szereg warunków, określonych odpowiednimi przepisami i zasadami organizowania zawodów. Dwa najważniejsze z nich to okres zalegania pokrywy śnieżnej, a także odpowiednia długość stoku, który jednocześnie powinien być osłonięty od silnych powiewów wiatrów. Wybór padł na północny stok Kruczej Skały i wiosną 1924 roku rozpoczęto od wysadzania skał prace ziemne. Gruz z wyrobiska wykorzystany został do budowy pięciokilometrowego odcinka drogi z Lubawki do Chełmska Śląskiego. Już w listopadzie odbyła się uroczystość otwarcia obiektu. Zaproszono na nią członków zaprzyjaźnionego klubu narciarskiego z miejscowości Žacléř. Na ogólne życzenie obiekt otrzymał imię projektanta - Gilera.
Pierwszy międzynarodowy konkurs rozegrano w ramach zawodów o mistrzostwo powiatu kamiennogórskiego 18 stycznia 1926 roku. Wygrał go Blom Zeth z Norwegii, który wynikiem 39,5 metra ustanowił pierwszy jej rekord. Najważniejszą imprezą, jaka odbyła się tutaj w okresie międzywojennym, były mistrzostwa Dolnego Śląska (25 stycznia 1931 roku).
Skocznia była wykorzystywana jako obiekt przygotowawczy do igrzysk w Garmisch-Partenkirchen w 1936 r.

### Okres powojenny

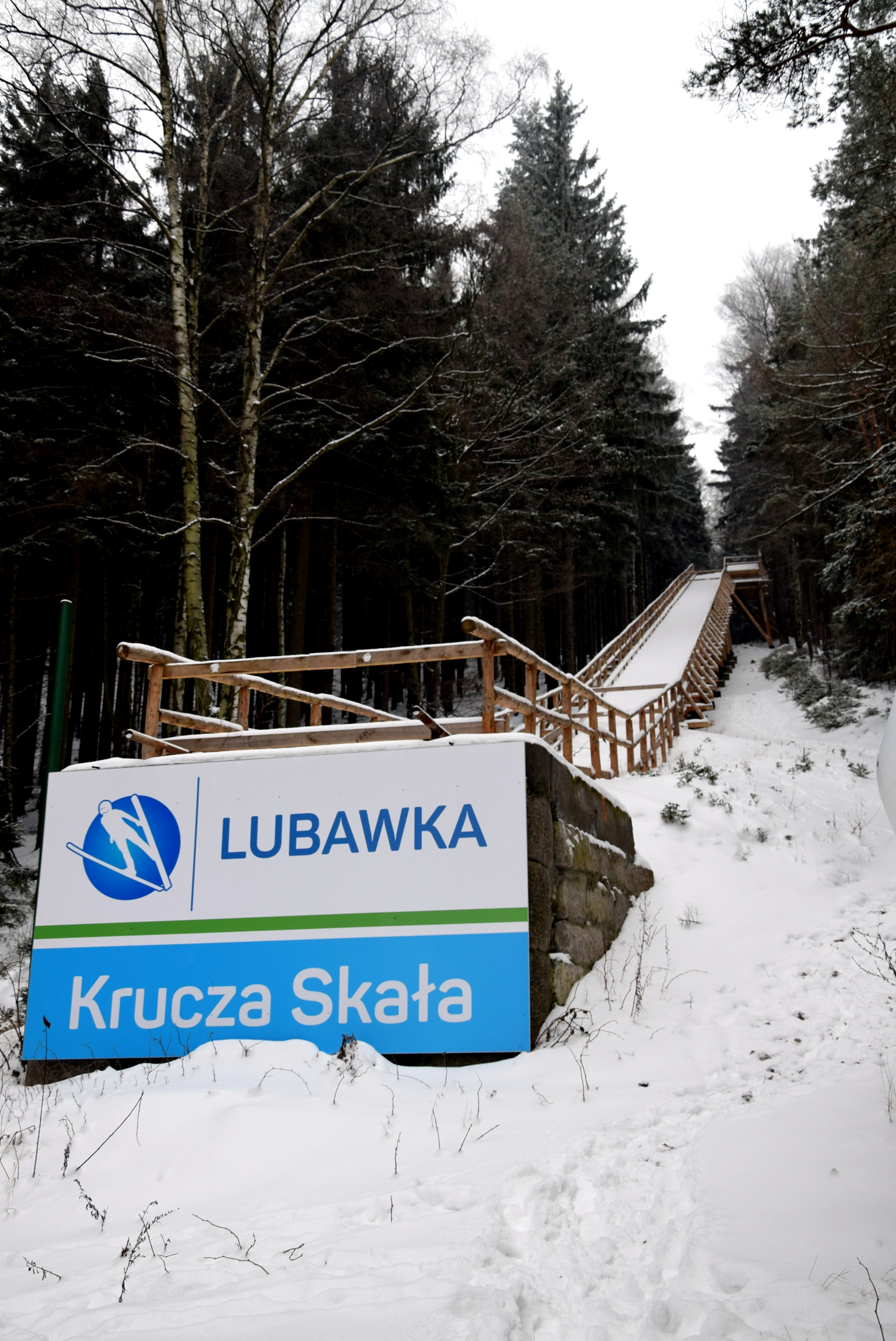
Tablica na progu

Pierwszy powojenny rekord ustanowił w 1947 roku Jan Dawidek z klubu TS Wisła Zakopane i wynosił on 52 metry. W styczniu 1949 roku z inicjatywy władz Lubawki rozpoczęto prace remontowe skoczni, trwające do 1950 roku. Na początku 1953 roku dla uczczenia 38. rocznicy powstania Armii Radzieckiej na skoczni zorganizowano zawody. Wygrał je Kazimierz Nowakowski, który oddał skoki na odległość 43,5 oraz 45 metrów. Poza konkursem pobił on rekord skoczni, osiągając odległość 52 metrów.
Skocznią w Lubawce zainteresował się czołowy polski skoczek - Stanisław Marusarz, który postawił sobie za cel położenie podwalin pod rozwój narciarstwa na tych obszarach. Oddawał pokazowe skoki i doprowadził do tego, że w 1956 roku Polski Związek Narciarski uznał te obiekty za nadające się do przeprowadzania zawodów rangi ogólnopolskiej.
W 1978 roku odbyły się na skoczni zawody w ramach Ogólnopolskiej Spartakiady Młodzieży. Ponieważ impreza się udała, postanowiono skocznię wykorzystywać regularnie w trakcie spartakiad, przygotowywanych przez województwo jeleniogórskie, a także wałbrzyskie. Kolejna miała się odbyć w 1984 roku i dlatego już rok wcześniej zapadły decyzje o modernizacji obiektu. Znalazły się pieniądze, zarówno ze środków centralnych, jak i nadwyżki budżetowej województwa, a dużą pomoc okazały m.in. Energopol-7 z Poznania oraz Kombinat Robót Drogowych z Łodzi. Dzięki życzliwości Nadleśnictwa uzyskano kawałek terenu i rozpoczęto budowę przeciwstoku. Wysadzono w powietrze około 3,5 tysiąca metrów sześciennych skał i ziemi, dzięki czemu skocznia uzyskała punkt konstrukcyjny zlokalizowany na 85 metrze. Powstały też wtedy pomosty dla sędziów odległościowych, drewniana wieża sędziowska i nowy, kamienny próg.

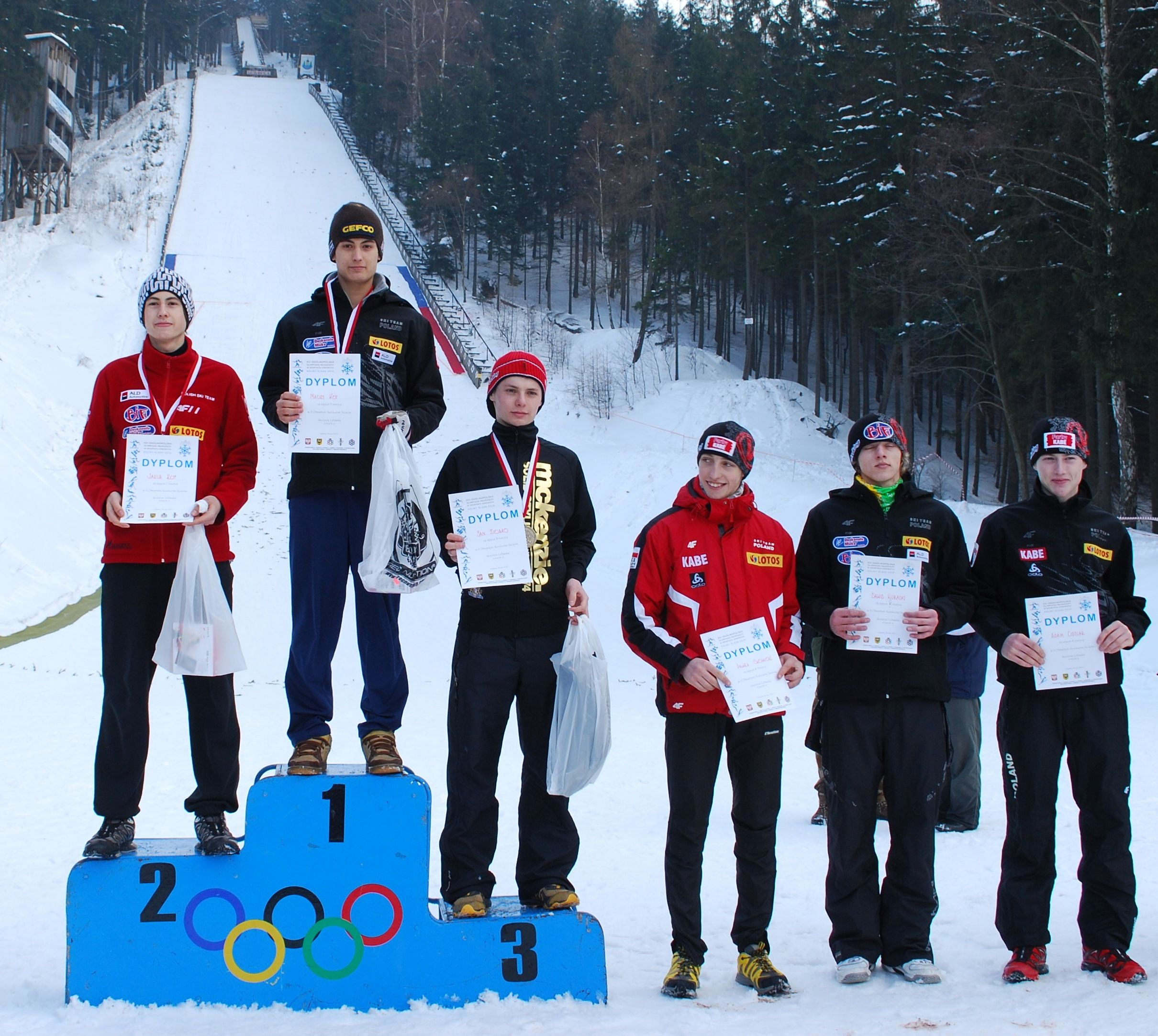
Podium konkursu w 2010: Maciej Kot, Jakub Kot i Jan Ziobro

Ponadto obiekt przechodził jeszcze trzy modernizacje, w latach 1984, 1997 i 2016. Ostatnie zawody na skoczni miały miejsce w lutym 2010 roku w ramach Ogólnopolskiej Olimpiady Młodzieży w sportach zimowych.

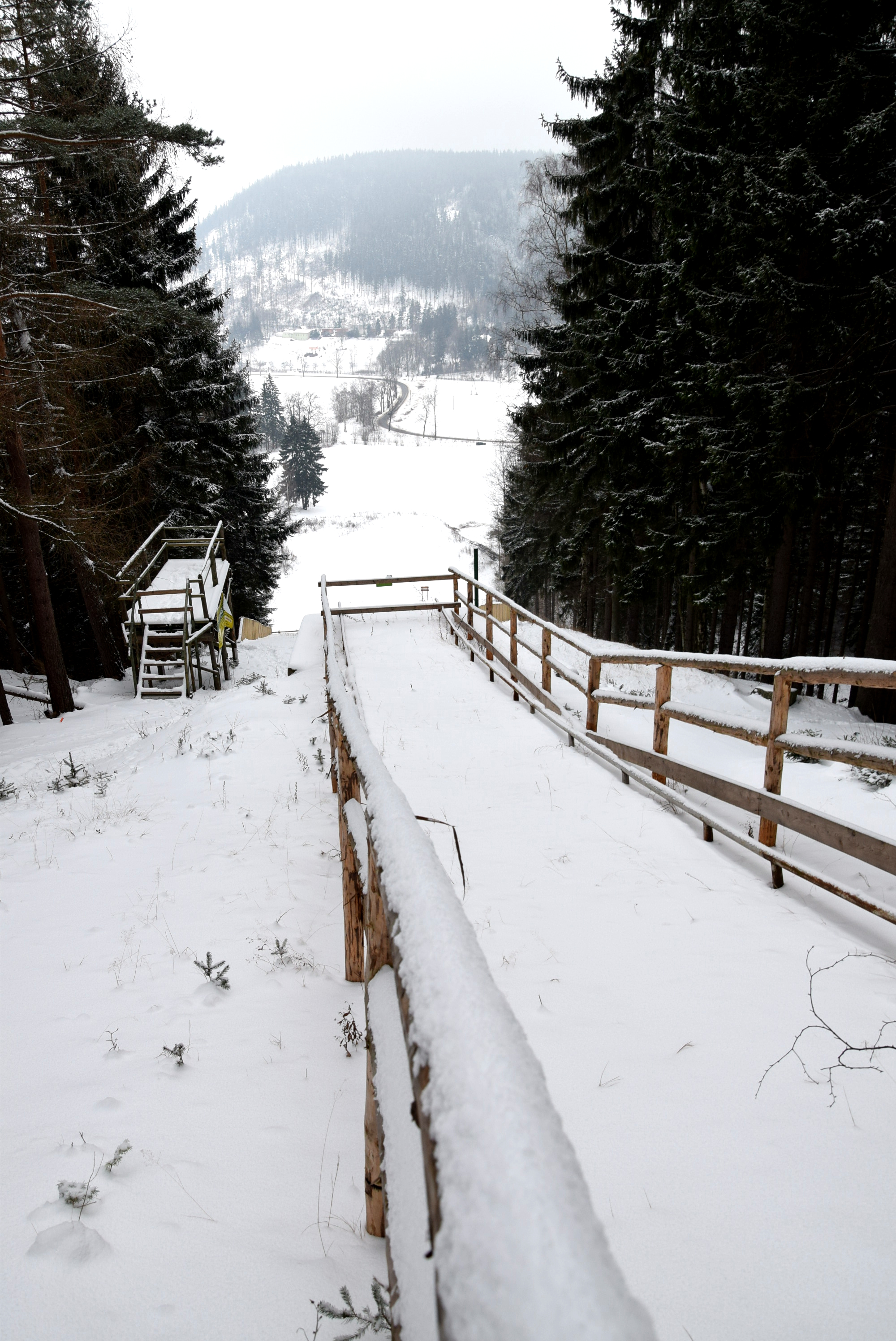
Zmodernizowany rozbieg

## Skocznia dziś
W listopadzie 2015 roku województwo dolnośląskie zostało wybrane do organizacji najbliższej zimowej Ogólnopolskiej Olimpiady Młodzieży. Na skoczni w Lubawce mieli się zmagać skoczkowie i kombinatorzy norwescy. Z racji tego przedsięwzięcia samorząd Lubawki otrzymał od władz wojewódzkich dotację, która pozwoliła na wybudowanie nowego rozbiegu, band i kosmetyczne poprawy w obrębie buli dojazdu. Zawody nie odbyły się z powodu braku śniegu, jednak modernizacja została ukończona. Uroczystego otwarcia obiektu (27 lutego 2016 r.) dokonał mistrz olimpijski Wojciech Fortuna razem z przedstawicielami samorządu lokalnego oraz Polskiego Związku Narciarskiego.
Przy okazji otwarcia skocznia otrzymała oficjalną nazwę "Krucza Skała w Lubawce". Planowane jest wybudowanie małej skoczni oraz nazwanie jej imieniem zmarłego trenera i działacza na rzecz lubawskich skoków, Wiesława Dygonia. W 2016 roku pojawiła się informacja, że Miasto Lubawka pozyskało dotacje na wybudowanie wieży sędziowskiej i małej skoczni narciarskiej na przeciwstoku obiektu Krucza Skała. 